# Zio Paperone e le sette città di Cibola
Zio Paperone e le sette città di Cibola (The Seven Cities of Cibola) è una storia a fumetti scritta e illustrata da Carl Barks pubblicata negli USA nel 1954. È considerata una delle sue opere migliori
Alcune tavole della storia sono state utilizzate da George Lucas e Steven Spielberg come ispirazione per la scena iniziale del film I predatori dell'arca perduta (1981).

## Storia editoriale
Venne pubblicata per la prima volta negli USA nel 1954 nella collana Uncle Scrooge n. 7; In Italia venne pubblicata l'anno successivo sul n.7 della collana Albi d'Oro della Mondadori.

## Trama
La trama ruota attorno alla scoperta, da parte di Zio Paperone, Paperino e Qui, Quo, Qua, del leggendario luogo conosciuto come "Le Sette città di Cibola", raggiunto dopo un viaggio intrapreso da Paperone al fine di arricchirsi. I paperi però, una volta giunti nel sacro luogo, dovranno scontrarsi con la terribile Banda Bassotti, i quali li hanno seguiti di nascosto per tutto il viaggio.